# Pufferbestand
Pufferbestand (englisch buffer stock) ist die in Vorratslagern (sogenannten Ausgleichslager oder Pufferlager) oder in Verteilsystemen gehaltene Ware, um zum Beispiel auf die Veränderungen stark schwankender Preise reagieren zu können. Sie werden vorwiegend bei Rohstoffen eingerichtet, wobei bei sinkenden Preisen bevorratet, und bei steigenden verkauft wird.
Pufferlager werden auch für Fertigwaren genutzt, um kurzfristig auf Bedarfsschwankungen des Marktes reagieren zu können. Pufferbestände und -lager sind eigenständig gewartete und selbstregulierende Maßnahmen durch den Lagereigentümer zur Aufrechterhaltung der Lieferfähigkeit in Erwartung eines Auftrages.

## China
In China geht die Geschichte der Ausgleichslager (chin. changpingcang) bis hinter die Zeit der Westlichen Han-Dynastie zurück. Bereits im alten Staat Wei der Zeit der Streitenden Reiche wurde das Prinzip von Li Kui (李悝)(455-395) angewandt, auch bei Fan Li (范蠡) und im Buch Guanzi (管子) finden sich ähnliche Gedanken.